# Staphylinini
Staphylinini zijn een geslachtengroep uit de familie van de kortschildkevers (Staphylinidae). 

## Taxonomie
De volgende taxa zijn bij de onderfamilie ingedeeld:
- Ondertribus Amblyopinina Seevers, 1944
- Ondertribus Anisolinina Hayashi, 1993
- Ondertribus Eucibdelina Sharp, 1889
- Ondertribus Hyptiomina Casey, 1906
- Ondertribus Philonthina Kirby, 1837
- Ondertribus Quediina Kraatz, 1857
- Ondertribus Staphylinina Latreille, 1802
  - Geslacht Abemus
  - Geslacht Agelosus
  - Geslacht Apecholinus
  - Geslacht Apostenolinus
  - Geslacht Aulacocypus
  - Geslacht Bafutella
  - Geslacht Boothia
  - Geslacht Cafioquedus
  - Geslacht Collocypus
  - Geslacht Creophilus
  - Geslacht Dinothenarus
  - Geslacht Emus
  - Geslacht Eucibdelus
  - Geslacht Euristus
  - Geslacht Guillaumius
  - Geslacht Hadropinus
  - Geslacht Hadrotes
  - Geslacht Leistotrophus
  - Geslacht Liusus
  - Geslacht Menoedius
  - Geslacht Miobdelus
  - Geslacht Naddia
  - Geslacht Nelmanwaslus
  - Geslacht Ocychinus
  - Geslacht Ocypus
  - Geslacht Ontholestes
  - Geslacht Palaestrinus
  - Geslacht Pancarpius
  - Geslacht Paragastrisus
  - Geslacht Parapalaestrinus
  - Geslacht Paraphytolinus
  - Geslacht Philetaerius
  - Geslacht Physetops
  - Geslacht Phytolinus
  - Geslacht Platydracus
  - Geslacht Protocypus
  - Geslacht Protogoerius
  - Geslacht Rhynchocheilus
  - Geslacht Rhyncocheilus
  - Geslacht Saniderus
  - Geslacht Sphaerobulbus
  - Geslacht Sphaeromacrops
  - Geslacht Staphylinus
  - Geslacht Tasgius
  - Geslacht Thinopinus
  - Geslacht Thoracostrongylus
  - Geslacht Trichocosmetes
  - Geslacht Wasmannellus
- Ondertribus Tanygnathinina Reitter, 1909
- Ondertribus Xanthopygina Sharp, 1884